# Обикновен кисел трън
Обикновеният кисел трън (Berberis vulgaris) е широколистен, силно разклонен, бодлив храст от семейство киселотрънови с опадливи, ситно назъбени по ръба листа и гроздовидни съцветия от жълти, дребни цветчета. Околоцветните листчета са 12, от които външните три са по-дребни и опадват първи. Плодове са яркочервени, кисели на вкус, узряват в края на лятото. Растението е медоносно, използва се за декоративни, лечебни и кулинарни цели. Ареалът на естественото разпространение е Централна и Южна Европа, Северозападна Африка и Западна Азия. В България растението е известно също с имената царево грозде, царско дърво, жълтеника, див киселец, берберис и др.

## Ботаническо описание
Киселият трън е широколистен, силно разклонен, бодлив храст с опадливи листа. Височина му е 2 – 3 m, при благоприятни условия стига до 4 m. Клонките са ръбести, покрити със здрави триделни бодли с дължина до 2 cm. Младите филизи са с жълтеникава кора, посивяваща през втората година.
Листата са със ситно назъбена периферия, с мрежесто жилкуване, групирани са в снопчета по 2 – 12, през есента почервенявят. Формата им е елипсовидна или яйцевидна със стесняване към дръжката. Дръжките са къси – от 3 до 8 mm. Дължина на листата е около 2 – 5 cm, ширина до 2 cm.
Цветовете са жълти, ароматни, с диаметър 6 – 9 mm. Околоцветникът е с 6-листна зелена чашка и 6-листно жълто венче. Тичинките са 6, с широки дръжки, яйчникът е горен. Цветовете са събрани по 15 – 30 в многобройни гроздовидни увиснали съцветия с дължина 3 – 6 cm. В България цъфти през периода април – юни.
Плодовете са сочни, ярко-червени, с 2 – 3 семена. Формата е цилидрична, дължината е 7 – 10 mm, ширина 3 – 5 mm. В България узряват през август-септември. Някои гроздове се задържат върху храста до следващата пролет. На вкус са много кисели с лека тръпчивост. Съдържат витамин С.

## Разпространение
Обикновеният кисел трън има естествено разпространение в Централна и Южна Европа, Северозападна Африка, Югозападна Азия. Натурализиран е в северните области на Европа (Британските острови, Скандинавия) и в Северна Америка (Съединените щати и Канада).
Растението е непретенциозно към състава на почвата, расте във всяка, с изключение на подгизналата, предпочита слънчевото изложение. На териториите на естествения ареал киселият трън расте по песъчливи, сухи и каменисти места при надморска височина до 1000 метра. В България видът е установен в цялата страна.

## Представители
В рамките на вида съществуват различни форми:
- Berberis vulgaris f. atropurpurea Regel – с тъмни червено-виолетови чашелистчета, най-често срещаната форма;
- Berberis vulgaris f. marginata Regel – листата са с бял ръб по края;
- Berberis vulgaris f. aureo-marginata Regel – листата са златисто-червени, рядко срещаната форма;
- Berberis vulgaris f. macrophylla hort.– листата са едри;
- Berberis vulgaris f. macrocarpa hort. – плодовете са по-едри и закръглени;
- Berberis vulgaris f. rotundifolia hort. – листата са закръглени;
- Berberis vulgaris f. serrata С.К.Schneid.– листата са дълбоко назъбени;
- Berberis vulgaris f. arborea hort. – стволът се разклонява в горната си част;
- Berberis vulgaris f. lutea Regel – плодовете са ярко-жълти;
- Berberis vulgaris f. alba West. – плодовете са бели или жълти;
- Berberis vulgaris f. enuclea West. – плодовете нямат семена;
- Berberis vulgaris f. dulcis Loud. – плодове са леко кисели, сладникави;
- Berberis vulgaris f. sulcata C.Koch – филизите са силно оребрени.

## Химически състав
Най-важната съставка на киселия трън е берберинът, който има терапевтично значение.
Плодовете са богати на пектин, органични киселини, витамин C, захари, изохинолинови алкалоиди.
В корена и кората от корен съдържанието на изохинолиновите алкалоиди стига до 7%, като основния алкалоид е берберинът. Богати са също на палматин, яторизин, съдържат бисбензилисоквинолинови производни (оксиакантин, бербамин) и алкалоиди, като бервулсин, магнофлорин и колумбамин.
Растението съдържа също дъбилни и слузни вещества.

## Приложения
Киселият трън се използва като билка, намира приложение в пивоварната и сладкарска промишленост, в някои национални кухни плодовете му са подправка за храни, храстът служи за декоративни цели. Растението е медоносно, медът е ароматен, със златист цвят и нежен сладък вкус.

### Лечебни свойства
Благодарение на алкалоидите и по-специално на берберина в киселия трън растението притежава антибактериални, противогъбични, противовъзпалителни, антиоксидантни и седативни свойства.
Отварата от корените и тяхната кора стимулира образуването и отделянето на жлъчка, действа положително върху храносмилането и апетита, тонизира маточната мускулатура, има диуретичен ефект.
Чай, желе или сироп от плодовете на киселия трън имат лечебно действие при заболяванията на дихателните пътища, простуда, грип. Плодовете се използват също при стомашни болки и болестите на далака и черния дроб. Сушените плодове се използват като компонент на билкови препарати.
Препаратите, настойките и екстрактите от кисел трън се използват при лечение на болестите на отделителната система, при диарии, ошипявания, действат съдоразширяващо при високо кръвно налягане. Прилагат се външно при екземи и дерматити, за измиване на очи при катаракта, за изплакване на устната кухина при гингивити. 

#### Токсичност и странични действия
Единствено зрелите плодовете и семената на кисел трън не са отровни. Неузрелите плодове са отровни. Листата са леко отровни, младите листа могат да се използват за салата. Корените и кората от корените са отровни поради голямото съдържание на някои алкалоиди и при предозиране са възможни отравяния. Използването им като билка трябва да бъде предпазливо, непродължително и да се избягват големи дози. Като цяло билката е противопоказана за малки деца, бременни и кърмачки. Взаимодействието с другите групи лекарствени вещества не е достатъчно изследвано, поради което се препоръчва билката да не се приема едновременно с антибиотици, диуретици, антикоагуланти, антихистамини и други лекарства.
При свръхчувствителност към растението реакциите при външна употреба са парене, сърбеж, зачервяване. При отравяне с билката симптомите са летаргия, замаяност, повръщане, диария, нефрит.

### Кулинарно приложение
Обикновеният кисел трън е ценно хранително растение, като основно се използват зрелите плодове. Те се консумират във вид на компоти, сладка, мармалади и конфитюри, използват се за приготвянето на ликьори и разхладителни напитки. В руската кухня изсушените и смлени плодове на кисел трън се използват като подправка за месни ястия и супи от бобови, а листата са заместител на киселец в зеленчуковите супи. Най-много плодовете на кисел трън намират приложение в Иран, където и растението, и подправката от сушените плодове се наричат зерешк. В иранската кухня зерешк се използва за приготвяне на храни и сладкиши. Особено популярно е използването на сушените цели плодове като добавка към ястието пиле с ориз.

### Декоративно приложение
Киселият трън може да се използва като декоративно растение във вилни и дворни пространства. Растението е устойчиво на студ и засушаване. Цъфти през пролетта с много цветове. Есента декоративния ефект се дължи на яркочервените плодове, с които е обсипан храстът. Храстът силно се разклонява и добре понася дори значителното подрязване. Използва се за жив плет и е подходящ за оформяне на естествени огради.